# Royal International Horse Show

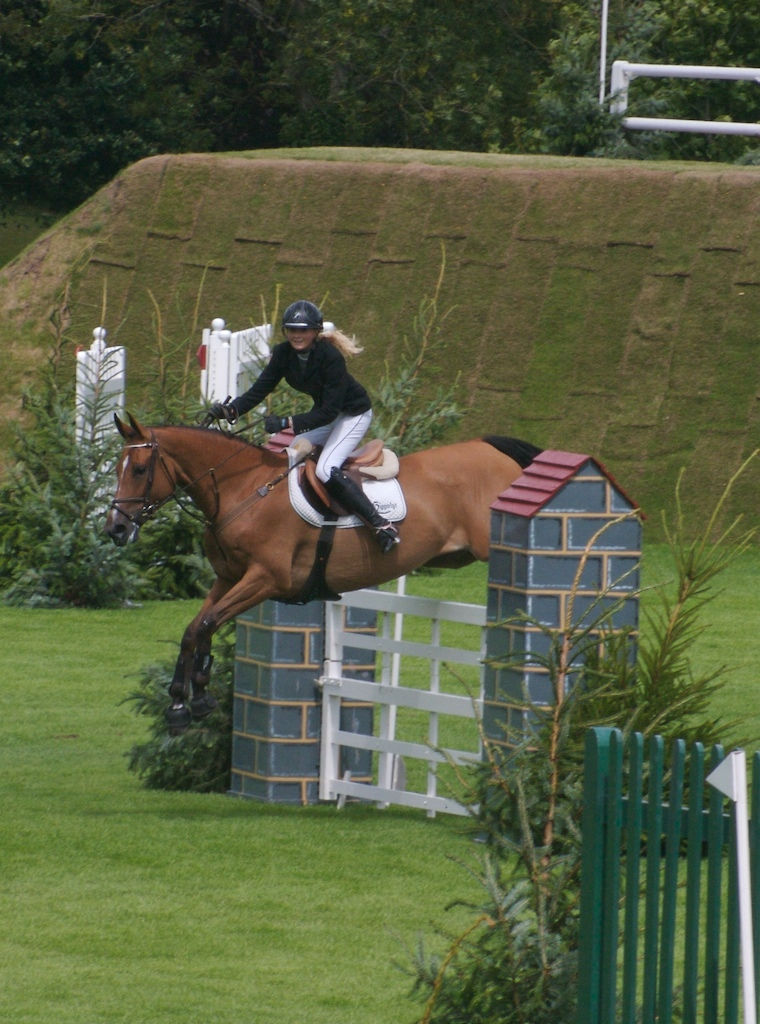
Photo d’une cavalière à Hickstead sur le parcours de saut principal

Le Royal International Horse Show (à l'origine, International Horse Show) est l’événement équestre officiel de la British Horse Society. Il se compose de deux spectacles et d'un concours de saut d'obstacles. L'événement est organisé en juillet chaque année à Hickstead. L'événement est actuellement parrainé par la marque Longines, ce qui en fait le Longines Royal International Horse Show. 
C'est le plus ancien événement équestre de Grande-Bretagne, la première édition remontant à 1907.